# Acanthonus armatus
La congrioperla armada (Acanthonus armatus) es una especie de pez marino actinopterigio, la única del género Acanthonus. Su pesca carece de interés comercial.

## Morfología
Con la forma corporal típica de las brótulas, la longitud máxima descrita es de 37,5 cm. La cabeza grande es más grande que el cuerpo, más estrecho, y los ojos pequeños. Conocido por tener el tamaño relativo del cerebro más pequeño entre los teleósteos, y extraordinariamente grandes canales semicirculares.
Tiene en el hocico una prominencia con dos espinas apuntando hacia delante, una espina opercular larga y delgada que se extiende mucho más allá del margen posterior de la cabeza, junto con espinas bien desarrolladas en el ángulo inferior del preopérculo, todo ello justifican el adjetivo de "armada".
Es una especie ovípara, con huevos ovalados pelágicos flotando en una masa gelatinosa.

## Distribución y hábitat
Es una especie marina batipelágica, que habita aguas abisales entre los 1171 y 4415 metros de profundidad. Se distribuye por aguas tropicales y subtropicales de todos los océanos, siendo una especie muy común, especialmente abundante en el área tropical oeste del océano Atlántico incluyendo el mar Caribe y el golfo de México.